# RPM Fusion
RPM Fusion é um repositório de software, que proporciona pacotes adicionais para a distribuição GNU/Linux Fedora. Nasceu da fusão dos antigos repositórios Livna, Dribble e Freshrpms. Distribuíam softwares que não eram aceitos pelo Fedora, seja por não cumprirem os requisitos de software livre do Fedora, ou porque eles poderiam violar leis nos Estados Unidos.

## História
Em 8 de novembro de 2007 foi anunciado que os repositórios Livna, Freshrpms e Dribble seriam fundidos em um repositório unificado de software adicional chamado RPM Fusion, com o objetivo de agregar recursos e abordar problemas de dependências e compatibilidades de modo mais eficiente. A primeira versão para a qual o RPM Fusion forneceria complementos seria o Fedora 9, mas o repositório não ficou pronto a tempo e então os três antigos repositórios continuaram a distribuir seus pacotes separadamente. Posteriormente, em 3 de novembro de 2008, os três repositórios finalmente conseguiram fundir-se no RPM Fusion antes do lançamento do Fedora 10.

## Repositórios
RPM Fusion se divide em dois repositórios de software separados em termos de licença: 

### Free
Softwares de código aberto, que a equipe do Fedora não pode incluir nos repositórios do projeto por questões que não envolvem licenciamento.

### Nonfree
Softwares redistribuíveis que não sejam de código aberto, o que inclui software com código-fonte disponível publicamente e sem restrições similares às de "uso comercial".

## Repositórios antigos

### Livna
"Livna" é o anagrama de Anvil, pseudônimo de Damien Nadé, o programador francês que mantinha o rpm.livna.org. Ainda que Livna tenha sido extinto ao ser integrado no RPM Fusion, a biblioteca libdvdcss permaneceu no Livna por questões de copyright.

### Dribble
Continha softwares que não poderiam fazer parte dos repositórios oficiais do Fedora ou de Livna por não cumprirem requisitos mais estritos, e concentrava-se em multimídia, jogos e emuladores, embora não exclusivamente.

### Freshrpms
Criado por Matthias Saou em 2000 para uso próprio.